# 静岡県道143号三島田町停車場線

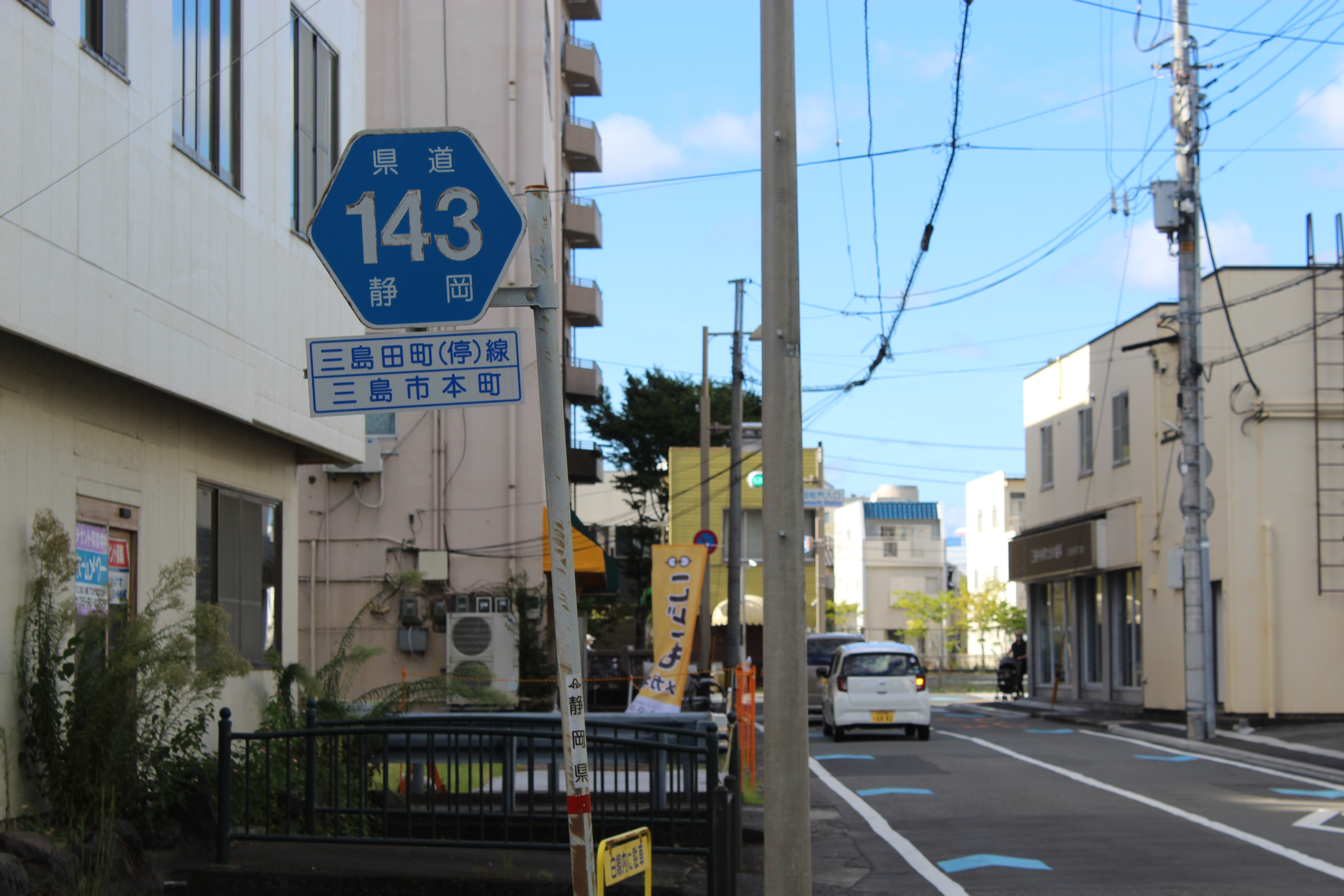
三島市本町付近

静岡県道143号三島田町停車場線（しずおかけんどう143ごう みしまたまちていしゃじょうせん）は、静岡県三島市にある一般県道である。

## 概要

### 路線データ
- 起点：三島市北田町 伊豆箱根鉄道駿豆線 三島田町駅前
- 終点：三島市本町 （静岡県道22号三島富士線交点、通称「田町駅入口」）

## 接続路線
- 静岡県道22号三島富士線 （別名:三島大通り商店街）

## 周辺
- 伊豆箱根鉄道駿豆線 三島田町駅
- 三島市立中央駐車場